# PlayStation BB Unit
PlayStation BB Unit（プレイステーション ビービー ユニット）は、PlayStation 2（以下「PS2」という。） 用の周辺機器。ネットワークへの接続機能を備え、主にオンラインゲームのプレイ時に利用される。「PlayStation BB」はゲーム・映像・音楽といったPS2用ブロードバンドネットワークサービスであり、「PlayStation BB Navigator」を利用してサービスを受ける。
なお、2016年3月31日をもってオンラインサービス提供は終了している。

## 概要
PlayStation BB Unitはネットワークアダプタとそれに取り付ける40GBのハードディスクドライブ（HDD）から構成されている。SCPH-10000系用のPCカードを介して接続する外付タイプとSCPH-30000系/50000系用のPS2本体内蔵型のEXPANSION BAYタイプがあり、EXPANSION BAYタイプはこの2点それぞれ単品での販売やネットワーク対応ソフトとのセット販売が行われている。
なお、SCPH-70000系/90000系のPS2では本体のスリム化のためにEXPANSION BAYが搭載されておらず、ネットワーク機能のみが本体に標準装備されているため、この機器は利用することができない。また、PCカードスロットもなく、外付けのハードディスクも利用することができないため、これらの型番ではハードディスクを必要とするソフトはプレイすることができなくなった。
当初はネットワーク関連の機能を前面に出さず、ハードディスクドライブとしてソニー・コンピュータエンタテインメント（SCE）の通信販売で扱っていたが、SCEのネットワーク戦略に伴いプロバイダ経由での販売とレンタルでの供給に変更、2003年6月12日にEXPANSION BAYタイプのみ店頭での販売も開始された。また、PSXの一部機種にも同様の機能が内蔵されている。海外では「PlayStation BB」の名称は存在せず、BB Navigatorのディスクは「Network Adapter Startup Disc」に該当する。また、海外のネットワークアダプターではHDDを使用しないオンラインゲームの通信回線のテストを行う際にもスタートアップディスクが必要になる場合があり、通信規格の乱立による混乱を防ぐために電話回線端子も内蔵されている。（後述）
2006年7月には外付タイプの販売が終了し、EXPANSION BAYタイプも2008年にはメーカー在庫が終了し、PS2本体とセットのBB Packも販売終了となった。
| PS2型番                   | 外付けタイプ （PCカード） | 内蔵タイプ （EXPANSION BAY） |
| ------------------------- | ------------------------- | ---------------------------- |
| SCPH-10000系              | ○                         | ×                            |
| SCPH-30000系 SCPH-50000系 | ×                         | ○                            |
| SCPH-70000系 SCPH-90000系 | ×                         | ×                            |

## PlayStation BB Navigator
『PlayStation BB Navigator』にはインストールを行うために必要なハードディスクの初期化やプログラムのインストール、外付型の使用環境ではネットワークアダプタを機能させるために必要なドライバの組み込みを行うプログラムが入っている。導入後にはハードディスクの状態をチェックしたり、SCPH-50000相当のバージョンのDVDプレーヤーをインストールできる。
また、セーブデータ及びゲーム関係のデータをHDDに保存することができ、この機能は主にネットワークゲームでのパッチなどとして用いられる。他にも一部のタイトルではハードディスクにデータを保存することで読み込みを高速化できる。

### チャンネル
インストール完了後ソフトをセットせずにPS2を起動すると、PlayStation BB Navigatorのメニューが表示される。ここからは"チャンネル"と呼ばれる一部のメーカーの情報サイトや各チャンネルからダウンロードした画像や動画の閲覧、CDの音楽を録音して好きな順で再生することができる。初期のバージョンでは、ハードディスクにリッピングした音楽データをNetMDに対応したポータブルオーディオプレイヤーに転送する機能を有していたが、後のアップデートで削除された。
チャンネル閲覧の際にルーターの設定を行う必要がある場合があるが、PlayStation BB NavigatorではこのためにNetFrontVersion 3.0を搭載しており、ルーターの設定後そのままウェブサイトを閲覧することも可能である。但し、あくまでルーターの設定変更のためのものであるためブックマークの保存やMacromedia Flashコンテンツの再生などはサポートされていないが、HTTPS通信には対応しているため、暗号化されたウェブサイトの閲覧（通信販売など）を行うことはできる。電子メールクライアントも搭載している。
- ゲームチャンネル
  - PlayStation Now!（2008年1月7日終了）
  - コレクション
- ミュージックチャンネル
- フォトチャンネル
- ムービーチャンネル

## 対応ソフト
当初は、PlayStation BB Unitの普及を促進するために、HDDにデータをインストールすることでプレイ中に発生するデータ待ち時間を軽減する機能を持つソフトが多く出た。しかし、BB Unitの普及が進まなかったことと、SCEがHDDを重視しない方針に転換したことから、BB Unitが無いとプレイ不可能なオンラインゲームを除けばHDD対応ソフトは大幅に減った。具体的な例を挙げると、2001年に発売された『ファイナルファンタジーX』はBB Unitに対応しているが、2003年に発売された『ファイナルファンタジーX-2』は続編であるにもかかわらず対応していない。BB Unitの機能を利用するソフトは発売されているが、その大半はネットワークアダプターの機能のみを利用しておりHDDがなくてもプレイ可能である。

### オンラインゲームの対応ソフト例

#### HDD必須
以下のタイトルはHDD機能を利用するため、SCPH-55000までの本体にBB Unitをフルセットで接続しないとプレイできない。
- ダージュ オブ ケルベロス ファイナルファンタジーVII（2006年9月29日付でサービス終了）
- DJbox
- 信長の野望Online（2014年12月17日付でPS2版サービス終了）
- ファイナルファンタジーXI（2016年3月31日付でPS2版サービス終了）
- FRONT MISSION ONLINE（2008年5月31日付でサービス終了）
- みんなのGOLFオンライン（2005年10月31日付でサービス終了）
- SOCOM:US Navy Sealsシリーズ

#### ネットワークアダプタのみでプレイ可能
以下のタイトルはネットワークアダプターの機能のみを使用しており、HDDがなくてもオンライン機能が利用できる（現在はサービス終了）。さらに、全てのPSXモデル、初期型PS3モデル(CECHA00,CECHB00)でもオンラインプレイが可能な作品であった。なお★印はKDDIのマルチマッチングBBサービスを採用している。現在は全てのオンラインサービスが終了しているが、非公式サーバーを開設した場合はこの限りではない。（SNKプレイモアのタイトルは2010年9月20日終了、カプコン及びバンダイのタイトルは2011年6月30日サービス終了）
海外で発売されたこれらのソフトはリージョンが異なるため、基本的に日本版のサーバーと通信できないが、例外的に可能だったソフトは太字表記である。
- アークザラッドジェネレーション（2005年6月30日付でサービス終了）
- モンスターハンター、モンスターハンターG、モンスターハンター2
- アウトモデリスタ★（無印は2004年8月2日付でサービス終了、U.S.-tunedは2011年6月30日サービス終了）
- オンラインプロレスリング（2005年6月30日付でサービス終了）
- カルドセプト セカンド エキスパンション（2013年3月1日付でサービス終了）
- 機動戦士ガンダム ガンダムvs.Ζガンダム★（2011年6月30日付でサービス終了）
- 機動戦士Ζガンダム エゥーゴvs.ティターンズ★（2011年6月30日付でサービス終了）
- サムライスピリッツ 天下一剣客伝★（2010年9月20日付でサービス終了）
- 実況パワフルプロ野球10、11超決定版、12、12決定版、13、13決定版（2010年5月現在、全てのオンラインサービス終了）
- NEOGEO オンラインコレクションシリーズ各作品★（2010年9月20日付でサービス終了）
- バイオハザード アウトブレイク（2011年6月30日付でサービス終了）
- バイオハザード アウトブレイク ファイル2（2011年6月30日付でサービス終了）
- バトルフィールド2 モダンコンバット（サービス終了）
- ファンタシースターユニバース（2011年4月14日付でサービス終了）
- メタルギアオンライン（2006年12月25日付でサービス終了）
- モンスターハンターシリーズ各作品★（2011年6月30日付でサービス終了）
- ウイニングイレブン10(海外版のみ)
- Call Of Duty 2,3(3は海外でのみ発売）
- スターウォーズバトルフロント、スターウォーズバトルフロント2
- グランツーリスモ4 オンライン実験バージョン

### キャッシュ対応ソフト例
以下のタイトルはBB Unitのハードディスクにソフトをインストールすることでロード時間を短縮できる。ネットワーク機能は利用しない。
- アンリミテッド:サガ
- ヴァンパイア ダークストーカーズコレクション
- エアフォースデルタ ブルーウィングナイツ
- エアロダンシング 4 New Generation
- Ace Combat 04 shattered skies
- A列車で行こう2001
車両追加キットトレインキット for A列車で行こう2001あり。
- CAPCOM VS. SNK 2 MILLIONAIRE FIGHTING 2001
- ガンダム無双 Special
- ガンダム無双2
- ギタドラ! ギターフリークス 4th MIX & ドラムマニア 3rd MIX
- 機動戦士ガンダム 連邦vs.ジオンDX
- キングオブコロシアム（赤）・（緑）
- キングダム ハーツ（FINAL MIX）
- シャドウハーツII
- 雀・三國無双
- 真・三國無双3
- 真・三國無双3 猛将伝
- 真・三國無双3 Empires
- 真・三國無双4
- 真・三國無双4 猛将伝
- 真・三國無双4 Empires
- 真・三國無双5 Special
- スターオーシャン Till the End of Time（ディレクターズカット）
- ストリートファイターZERO ファイターズ ジェネレーション
- 絶体絶命都市
- ゼノサーガ エピソードI［力への意志］（セーブデータも保存できる）
- 戦国無双
- 戦国無双 猛将伝
- 戦国無双2
- 戦国無双2 Empires
- 戦国無双2 猛将伝
- ダーククロニクル
- 玉繭物語2 〜滅びの蟲〜
- 信長の野望・嵐世記
- 信長の野望・蒼天録
- 信長の野望・天下創世
- 信長の野望・革新
- バーチャファイター4
- beatmania IIDX 5thStyle
- ファイナルファンタジーX
- ヘルミーナとクルス
- ポポロクロイス はじまりの冒険
- 無双OROCHI
- 無双OROCHI 魔王再臨
- メタルサーガ 〜砂塵の鎖〜
- リリーのアトリエ 〜ザールブルグの錬金術士3〜
- ロマンシング サガ -ミンストレルソング-
- ワイルドアームズ アドヴァンスドサード
- ワイルドアームズ アルターコード:F

## PS3との互換性
PlayStation BB UnitはPlayStation 3（以下「PS3」という。）と物理的に接続ができないため利用することはできない。ただし、LANのみのオンラインプレイであれば、初期型のみ有線・無線LANでサーバーに接続してプレイすることが可能だった。BB用ソフトでは、PS3のシステムソフトウェア バージョン1.31（2006年12月公開）より『ファイナルファンタジーXI』と『信長の野望Online』のみ、ハードディスクへのインストールが必要なPS2用ソフトが動作可能となった。これらをプレイする際にはPlayStation Storeより「PS2 System Data」をダウンロード・インストールする必要がある（無料）。この2タイトル以外のPS2用ソフトではPS3の内蔵HDDにインストールすることはできない。一度インストールすればディスクがなくてもソフトを起動できるようになる。また、この機能はあくまでもPS2用ソフトを起動できる本体のみが対象となるため現行のPS3ではインストールしても動作させることができない。

## LANの使用
2004年に登場した薄型PS2モデル「SCPH-70000」以降はLAN端子が標準となり、HDDを使用しないすべてのオンラインゲームがプレイ可能となった。PS2のオンライン対戦用の通信規格はDNASが使用されている。PSXのLAN端子はほぼPS2のオンラインソフト以外の使用用途がなく、KDL-22PX3000の場合はEthernet端子がテレビ用とPS2用でそれぞれ別に取り付けられている。一度でもDNASに正常に接続したPS2本体のメモリーカードには「あなたのインターネット設定ファイル」のデータが作成される。PPPoEは使用できるが、ルーターから直差ししないUSB-LANアダプターなどは正常に認識しない。
通信設定は全てのゲームで同じUIが用いられた設定画面にゲームを起動することで飛ばされる。（原理的にはDSでのWiFiコネクションと同様。）ログイン名とパスワードが必要なタイプの回線にも接続が可能。また、IPアドレスやDNSアドレスの手動変更にも対応。この設定画面を退出した場合、ゲームは再起動する。

## LANが使用できないソフト
LAN端子がネット通信に使用できないソフトもPlayStation BBの誕生前はごくまれに存在し、インターネットブラウザー用ソフト、及びごく一部の電話回線を使ってオンライン対戦を行う作品が挙げられる。これらの作品では一部型番のUSB接続式モデムが必要となり、2023年現在ではそれらの特定種類のモデムを入手することは非常に困難となっている。この場合のインターネット通信は、PlayStation BB規格ではないため、PlayStation BB及びPS2のLAN・DNAS規格とは全くの別物となった。これらのソフトはPlayStation 3初期型（CECHA-00,CECHB-00)、及びPCSX2でのインターネットの動作は保証されない。
このような事態が発生した原因としては、PS2が日本でのみ発売された2000年当時ではPS2のPCカード端子の使用用途、またオンライン用の統一規格が不明となっていたためであり、PS2のネットワークアダプターでは日本のみ差別化のため、またPCカードの端子のサイズの制限のためにLAN端子以外は搭載されていないが、海外で発売されたPS2のネットワークアダプターはLAN端子と電話回線端子の両方が搭載された。
オンライン接続に一部型番のUSBモデムが必要となるソフト
- EG BROWSER（後にBB対応版が発売）
- ともだちのわ（後にBB対応版が発売）
- NetFront
- 浜崎あゆみ　VISUAL MIX
- アーマードコア2
- アーマードコア3
- CAPCOM VS SNK 2
- MARVEL VS CAPCOM 2
- アウトモデリスタ

対応するUSBモデムとしては、以下の種類が挙げられる。
- MS56KPS2（サン電子）
- P2GATE（アイ・オー・データ）
- PV-PS200（アイワ）
- アスキーモデムUSB(アスキー）